# Texas Legends 2011-2012
La stagione 2011-12 dei Texas Legends fu la 5ª nella NBA D-League per la franchigia.
I Texas Legends arrivarono quarti nella Western Conference con un record di 24-26, non qualificandosi per i play-off.

## Roster
| N°    | Naz.                   | Ruolo | Sportivo           | Anno | Alt. | Peso |
| ----- | ---------------------- | ----- | ------------------ | ---- | ---- | ---- |
| 2     | Nigeria (bandiera)     | G     | Kelenna Azubuike   | 1983 | 196  | 100  |
| 2-15  | Stati Uniti (bandiera) | GA    | Alando Tucker      | 1984 | 198  | 93   |
| 4     | Stati Uniti (bandiera) | G     | Vance Cooksey      | 1987 | 183  | 79   |
| 9     | Stati Uniti (bandiera) | G     | Dominique Johnson  | 1987 | 191  | 88   |
| 10    | Stati Uniti (bandiera) | G     | Derek Williams     | 1986 | 185  | 82   |
| 11    | Stati Uniti (bandiera) | G     | Booker Woodfox     | 1986 | 185  | 84   |
| 12    | Stati Uniti (bandiera) | G     | Collin Mangrum     | 1987 | 193  | 86   |
| 12    | Stati Uniti (bandiera) | AC    | Sean Williams      | 1986 | 208  | 107  |
| 13    | Stati Uniti (bandiera) | G     | Jerome Randle      | 1987 | 178  | 79   |
| 15    | Stati Uniti (bandiera) | G     | Dominique Jones    | 1988 | 193  | 98   |
| 18    | Stati Uniti (bandiera) | G     | Lawrence Westbrook | 1988 | 183  | 84   |
| 19    | Stati Uniti (bandiera) | G     | Drew Neitzel       | 1985 | 183  | 84   |
| 21    | Stati Uniti (bandiera) | A     | Ramon Dyer         | 1984 | 201  | 102  |
| 23    | Stati Uniti (bandiera) | A     | Jamine Peterson    | 1988 | 198  | 102  |
| 23    | Stati Uniti (bandiera) | G     | Chris Roberts      | 1988 | 193  | 93   |
| 24    | Stati Uniti (bandiera) | A     | Lawrence Hill      | 1987 | 203  | 107  |
| 32    | Stati Uniti (bandiera) | AC    | Matt Rogers        | 1987 | 211  | 102  |
| 33    | Stati Uniti (bandiera) | A     | Ronald Allen       | 1984 | 208  | 111  |
| 33    | Stati Uniti (bandiera) | G     | Antonio Daniels    | 1975 | 193  | 88   |
| 34    | Stati Uniti (bandiera) | A     | Anthony Vereen     | 1986 | 198  | 111  |
| 41    | Stati Uniti (bandiera) | AC    | Jamal Sampson      | 1983 | 211  | 117  |
| 41    | Senegal (bandiera)     | A     | Ibrahima Thomas    | 1987 | 211  | 108  |
| 50    | Stati Uniti (bandiera) | AC    | Mike Davis         | 1986 | 211  | 116  |
| 50    | Stati Uniti (bandiera) | C     | Dan Gadzuric       | 1978 | 211  | 111  |
| 50    | Cina (bandiera)        | A     | Yi Jianlian        | 1987 | 213  | 113  |
| 50-99 | Stati Uniti (bandiera) | C     | Greg Ostertag      | 1973 | 218  | 127  |

## Staff tecnico
- Allenatore: Del Harris
- Vice-allenatori: Scott Flemming, David Wesley
- Vice-allenatori per lo sviluppo dei giocatori: Jason Sasser, Travis Blakeley, Sam Perkins
- Preparatore atletico: Jackie Fisher